# Lijst van afleveringen van Heroes (seizoen 3)
Dit artikel beschrijft de afleveringen van seizoen 3 van de televisieserie Heroes.
Dit seizoen bestaat uit 2 delen: deel 1 (de eerste 13 afleveringen) kreeg als titel Villains en deel 2 (de laatste 12 afleveringen) Fugitives.

## Deel I: Villains
| Afl. | Titel | Regisseur            | Schrijver                      | Datum eerste uitzending | Datum eerste uitzending | Datum eerste uitzending |
| Afl. | Titel | Regisseur            | Schrijver                      | Verenigde Staten        | Nederland               | België                  |
| ---- | --- | -------------------- | ------------------------------ | ----------------------- | ----------------------- | ----------------------- |
| 1    | "The Second Coming" | Allan Arkush         | Tim Kring                      | 22 september 2008       | -                       | 12 maart 2009           |
| 1    | Matt ontdekt wie Nathan heeft neergeschoten. Sylar zoekt Claire om zijn krachten terug op te laden en Hiro ontdekt een geheim van de familie Nakamura dat grote gevolgen kan hebben voor de hele wereld. Mohinder vindt, dankzij Maja, de manier om de genen te isoleren, waardoor hij iedereen krachten zou kunnen geven. Hij injecteert zichzelf, waardoor hij krachten krijgt met ongewenste neveneffecten.                                                                       |                      |                                |                         |                         |                         |
| 2    | "The Butterfly Effect" | Greg Beeman          | Tim Kring                      | 22 september 2008       | -                       | 12 maart 2009           |
| 2    | Sylar confronteert Elle en in de verwarring weten 12 misdadigers te ontsnappen. Claire leert meer over haar gave en Ando en Hiro doorkruisen Parijs op zoek naar Daphne. Tracy ontdekt haar kracht. Angela Petrelli blijkt Sylars moeder te zijn. |                      |                                |                         |                         |                         |
| 3    | "One of Us, One of Them" | Sergio Mimica-Gezzan | Joe Pokaski                    | 29 september 2008       | 21 januari 2011         | 19 maart 2009           |
| 3    | Peter onderzoekt wat er misgaat in de toekomst. Hiro en Ando ontmoeten de Haïtiaan in Duitsland. Tracy zoekt informatie over Nikki. Mohinder is niet voorbereid op de uitslag van zijn experiment. |                      |                                |                         |                         |                         |
| 4    | "I Am Become Death" | David Von Ancken     | Aron Coleite                   | 6 oktober 2008          | 28 januari 2011         | 19 maart 2009           |
| 4    | Peter gebruikt een gevaarlijke gave om de wereld te redden. Hiro en Ando onderzoeken nog steeds wie Daphne heeft ingehuurd. Bennet wil van zijn partner af en Claire achtervolgt een misdadiger. |                      |                                |                         |                         |                         |
| 5    | "Angels and Monsters" | Anthony Hemingway    | Adam Armus & Nora Kay Foster   | 13 oktober 2008         | -                       | 26 maart 2009           |
| 5    | Daphne en Matt ontmoeten elkaar. Hiro en Ando gaan in opdracht van Knox naar Afrika, om Usutu te halen. Noah Bennett wordt gedwongen om met Sylar samen te werken. Peter komt erachter dat zijn vader nog leeft. Claire en Sandra moeten Meredith redden uit de handen van een poppenspeler. Nathan en Tracy zoeken hulp bij Mohinder, maar deze heeft andere plannen met hen. |                      |                                |                         |                         |                         |
| 6    | "Dying of the Light" | Daniel Attias        | Chuck Kim & Christopher Zatta  | 20 oktober 2008         | -                       | 26 maart 2009           |
| 6    | Mohinder zoekt hulp bij de gevaarlijke Arthur Petrelli. Deze helpt Maya door haar haar krachten af te nemen. Als wederdienst helpt Mohinder hem bij het uitzoeken van de formule. Elle en Claire gaan samen op weg naar Pinehurst, op zoek naar antwoorden. Sylar redt Peter van zijn vader, maar blijft zelf nadat hij te horen heeft gekregen dat zijn moeder hem als baby wilde doden. Daphne krijgt de opdracht om Matt te doden. Hiro krijgt een hallucinogene pasta van Usutu. |                      |                                |                         |                         |                         |
| 7    | "Eris Quod Sum" | Jeannot Szwarc       | Jesse Alexander                | 27 oktober 2008         | -                       | 2 april 2009            |
| 7    | Hiro heeft visioenen van het verleden. Zo ziet hij onder andere wat zich heeft afgespeeld tussen Arthur Petrelli, Angela Petrelli en Daniel Linderman. |                      |                                |                         |                         |                         |
| 8    | "Villains" | Allan Arkush         | Rob Fresco                     | 10 november 2008        | -                       | 2 april 2009            |
| 8    | Hiro probeert het verleden van Athur Petrelli op te sporen in de hoop het mysterie te ontrafelen van een rivaliserend bedrijf en zijn haat jegens Angela. Sylar voelt zich schuldig over zijn moorddadige verleden en probeert zijn leven te beteren, maar wordt door zijn vijanden HRG en Elle op de hielen gezeten. Merediths training gaat in rook op met de komst van haar broer.                                                                                                |                      |                                |                         |                         |                         |
| 9    | "It's Coming" | Greg Yaitanes        | Tim Kring                      | 17 november 2008        | -                       | 9 april 2009            |
| 9    | Nathan ontdekt wat de plannen van zijn vader zijn. Flint en Knox lanceren aanvallen op Peter en Claire. Intussen probeert Matt Angela terug tot leven te brengen. Sylar heeft een ontmoeting met Elle en Mohinder begint zijn nieuwste formule te testen. |                      |                                |                         |                         |                         |
| 10   | "The Eclipse, Part 1" | Greg Beeman          | Aron Eli Coleite & Joe Pokaski | 24 november 2008        | -                       | 9 april 2009            |
| 10   | Tijdens de zonverduistering verliezen de Heroes hun gaven, en dat maakt hen heel kwetsbaar. Arthur geeft Elle en Sylar het bevel om Claire uit te schakelen. Hiro, Ando en Matt volgen Daphne naar haar woonplaats om uit te zoeken waarmee Arthur haar onder druk zet. Peter en Nathan reizen naar de Haïtiaan om hem te rekruteren voor het gevecht tegen Pinehearst. |                      |                                |                         |                         |                         |
| 11   | "The Eclipse, Part 2" | Holly Dale           | Aron Eli Coleite & Joe Pokaski | 1 december 2008         | -                       | 16 april 2009           |
| 11   | De zonsverduistering is voorbij, alle Heroes krijgen hun gaves terug. |                      |                                |                         |                         |                         |
| 12   | "Our Father" | Jeannot Szwarc       | Adam Armus & Kay Foster        | 8 december 2008         | -                       | 16 april 2009           |
| 12   | Claire en Hiro gaan terug naar het verleden om bepaalde dingen ongedaan te maken. Claire ziet haarzelf als baby. Hiro ziet zijn moeder die 16 jaar geleden is overleden. Claire en Hiro weten een belangrijke gebeurtenis ongedaan te maken. Helaas komt Arthur Petrelli de boel verstoren en raakt Hiro verloren in de tijd. |                      |                                |                         |                         |                         |
| 13   | "Dual" | Greg Beeman          | Jeph Loeb                      | 15 december 2008        | -                       | 23 april 2009           |
| 13   | Sylar laat een aantal Heroes opsluiten en er is een hevige confrontatie tussen Peter en zijn broer Nathan |                      |                                |                         |                         |                         |

## Deel II: Fugitives
| Afl. | Titel | Regisseur            | Schrijver                                   | Datum eerste uitzending | Datum eerste uitzending | Datum eerste uitzending |
| Afl. | Titel | Regisseur            | Schrijver                                   | Verenigde Staten        | Nederland               | België                  |
| ---- | --- | -------------------- | ------------------------------------------- | ----------------------- | ----------------------- | ----------------------- |
| 14   | "A Clear and Present Danger" | Greg Yaitanes        | Tim Kring                                   | 2 februari 2009         | -                       | 23 april 2009           |
| 14   | Nathan heeft een gesprek op de televisie en maakt hier duidelijk dat hij de wereld wil vrijwaren van gevaarlijke mensen, er wordt gedacht dat het om terroristen gaat maar het gaat eigenlijk over de mensen met een speciale gave. Hij probeert iedereen met een gave op te sluiten in een speciale inrichting, maar dat gebeurt niet zonder enig verzet. Ondertussen probeert de uit de dood herrezen Sylar zijn herkomst te achterhalen. |                      |                                             |                         |                         |                         |
| 15   | "Trust and Blood" | Allan Arkush         | Mark Verheiden                              | 9 februari 2009         | -                       | 30 april 2009           |
| 15   | De helden worden vluchtelingen, en ze zijn op de vlucht voor een van hen. Sylar begint met de zoektocht naar zijn vader, en de schilderijen van Matt onthullen een duister lot. |                      |                                             |                         |                         |                         |
| 16   | "Building 26" | Sergio Mimica-Gezzan | Rob Fresco                                  | 16 februari 2009        | -                       | 30 april 2009           |
| 16   | Terwijl de president een vertegenwoordiger stuurt om Nathans activiteiten te onderzoeken, zet Sylar de zoektocht om zijn vader te vinden verder. Hiro en Ando reizen naar India om het lot dat werd getoond in Matts tekening te vervullen. Claire riskeert de woede van haar vader wanneer ze een nieuwe vriend wil beschermen. |                      |                                             |                         |                         |                         |
| 17   | "Cold Wars" | Seith Mann           | Chris Zatta, Joe Pokaski & Aron Eli Coleite | 23 februari 2009        | -                       | 7 mei 2009              |
| 17   | Matt, Peter en Mohinder ontvoeren Noah en brengen hem naar een motel. Matt leest Noahs gedachten. Zo ontdekt hij hoe de organisatie van Nathan tot stand is gekomen. Nathans agenten vallen binnen in het motel en arresteren Mohinder en Matt, maar Peter kan Matt bevrijden. Matt maakt een schilderij dat een gebeurtenis uit de toekomst voorstelt: een nucleaire explosie in Washington D.C.                                           |                      |                                             |                         |                         |                         |
| 18   | "Exposed" | Eric Laneuville      | Adam Armus & Kay Foster                     | 2 maart 2009            | -                       | 7 mei 2009              |
| 18   | Dankzij een tip van Rebel, kunnen Matt en Peter net op tijd Daphne redden. Ze vinden bewijzen van een overheidsplan om mensen met speciale krachten op te pakken. Sylar ontdekt de waarheid over zijn moeder via herinneringen van zijn vader. De Jager bedisselt een duivels plan. |                      |                                             |                         |                         |                         |
| 19   | "Shades of Gray" | Greg Beeman          | Oliver Grigsby                              | 9 maart 2009            | -                       | 14 mei 2009             |
| 19   | Danko wil van Matt een terrorist maken door hem op te blazen, maar mislukt hierin. Hij ontdekt dat Nathan kan vliegen. Sylar weet te verhinderen dat zijn vader zijn paranormale gaven kan absorberen. Claire helpt Eric Doyle te ontsnappen aan Nathans organisatie. Rebel stuurt Hiro en Ando naar Matt Parkmans zoon, die dezelfde naam deelt.                                                                                           |                      |                                             |                         |                         |                         |
| 20   | "Cold Snap" | Greg Yaitanes        | Bryan Fuller                                | 23 maart 2009           | -                       | 14 mei 2009             |
| 20   | Tracy wordt vrijgelaten om Danko naar Rebel te leiden. Als ze Rebel ontmoet, realiseert ze zich wat ze gedaan heeft. In een parkeergarage laat ze alles bevriezen. Ze redt Rebel, maar valt vervolgens in honderdduizend stukken ijs uiteen doordat Danko haar neer schiet. |                      |                                             |                         |                         |                         |
| 21   | "Into Asylum" | Jim Chory            | Joe Pokaski                                 | 30 maart 2009           | -                       | 21 mei 2009             |
| 21   | Nu Nathans buitengewone krachten bekend zijn, moet hij vluchten. Samen met Claire trekt hij naar Mexico om onder te duiken. |                      |                                             |                         |                         |                         |
| 22   | "Turn And Face The Strange" | Jeannot Szwarc       | Rob Fresco & Mark Verheiden                 | 6 april 2009            | -                       | 21 mei 2009             |
| 22   | Nu Danko de leiding heeft over de overheidsoperatie, komt iemand uit zijn directe omgeving in de vuurlinie te staan. Angela Petrelli krijgt af te rekenen met demonen uit het verlden. HRG lijkt steeds minder grip op zijn leven te hebben en zijn huwelijk staat op springen. Hiro en Ando zetten hun tocht verder om een bezoekje aan Matt Parkman te brengen.                                                                           |                      |                                             |                         |                         |                         |
| 23   | "1961" | Adam Kane            | Aron Eli Coleite                            | 13 april 2009           | -                       | 28 mei 2009             |
| 23   | Angela legt de duistere geheimen van haar verleden bloot. Mohinder ontdekt de betrokkenheid van zijn vader in een vergeten overheidsproject. |                      |                                             |                         |                         |                         |
| 24   | "I Am Sylar" | Allan Arkush         | Adam Armus & Kay Foster                     | 20 april 2009           | -                       | 28 mei 2009             |
| 24   | Sylar, die nog steeds samenhangt met een onverwachte bondgenoot, staat voor een identiteitscrisis, wanneer zijn nieuwste kracht hem op een vreemde manier beïnvloedt. Hiro en Ando proberen Building 26 neer te halen. Matt worstelt met het vaderschap en Nathan begint met de uitvoering van een nieuw plan. |                      |                                             |                         |                         |                         |
| 25   | "An Invisible Thread" | Greg Beeman          | Tim Kring                                   | 27 april 2009           | -                       | 28 mei 2009             |
| 25   | Nathan probeert de ontmoeting tussen Sylar en de president te verhinderen. Sylar heeft zijn eigen agenda ten opzichte van zijn partner. Hiro ondervindt dat de terugkeer van zijn krachten gevolgen met zich meebrengt. |                      |                                             |                         |                         |                         |